# Gymnogelastis lilitha
Gymnogelastis lilitha är en fjärilsart som beskrevs av Edward Meyrick 1930. Gymnogelastis lilitha ingår i släktet Gymnogelastis och familjen signalmalar. Inga underarter finns listade i Catalogue of Life.